# Stefano Ignudi
Stefano Ignudi (Genova, 28 febbraio 1865 – Roma, 2 giugno 1945) è stato un critico letterario e religioso italiano, autore di un importante commento filosofico-teologica della Divina Commedia di Dante Alighieri e di altri saggi sul poeta fiorentino.

## Biografia
Genovese, Stefano Ignudi entrò nel 1876 nell'Ordine francescano, laureandosi e ricevendo poi l'ordinazione sacerdotale a Roma nel 1891. Ritornato a Roma nel 1895, diventa in poco tempo un personaggio di spicco del mondo ecclesiale romano, sia per le sue virtù morali, sia per la sua eloquenza e dottrina. Infatti, oltre a ricoprire vari incarichi nella Curia e ad essere rettore del Collegio Serafico Internazionale di Roma tra il 1904 e il 1924, fu allievo del dantista Giacomo Poletto presso l'Università dell'Apollinare, di cui fu supplente e assistente tra il 1896 e il 1904. Entrato in contatto con don Luigi Orione negli anni '20, del quale diventerà amico fraterno, l'attività di Ignudi sul piano intellettuale vide la pubblicazione di un commento teologico-filosofico della Commedia dantesca (commento uscito postumo nel 1948), oltre ad altri saggi incentrati sulla poetica e sulla teologia dantesca editi tra il 1897 e il 1932, quali: Il canto di Dante a San Francesco (Torino 1897), Il canto dantesco di Francesca da Rimini (Prato 1898), Il sistema politico di Dante Alighieri (Roma 1901) ed infine L'Eucaristia in Dante (Venezia 1932). Morì in povertà il 2 giugno 1945, all'età di 80 anni.